# Festival international du film de Toronto 1995
Le Festival international du film de Toronto 1995, 20e édition du festival, s'est déroulé du 7 au 16 septembre 1995.

## Prix
| Prix,                                              | Film                                                  | Réalisateur        |
| -------------------------------------------------- | ----------------------------------------------------- | ------------------ |
| People's Choice Award                              | Antonia et ses filles                                 | Marleen Gorris     |
| Metro Media Award                                  | La Cérémonie                                          | Claude Chabrol     |
| Best Canadian Feature Film                         | Live Bait (en)                                        | Bruce Sweeney (en) |
| Best Canadian Feature Film - Special Jury Citation | Curtis's Charm (en)                                   | John L'Ecuyer      |
| Best Canadian Feature Film - Special Jury Citation | Rude                                                  | Clement Virgo (en) |
| Best Canadian Short Film                           | Reconstruction                                        | Laurence Green     |
| Best Canadian Short Film - Special Jury Citation   | The Eye Like a Strange Balloon Mounts Toward Infinity | Guy Maddin         |
| Best Canadian Short Film - Special Jury Citation   | Use Once and Destroy                                  | John L'Ecuyer      |
| Prix FIPRESCI                                      | Desolation Angels                                     | Tim McCann (en)    |
| Prix FIPRESCI                                      | Eggs                                                  | Bent Hamer         |

## Programme

### Gala Presentation
- Le Diable en robe bleue (Devil in a Blue Dress) de Carl Franklin
- Bienvenue dans l'âge ingrat (Welcome to the Dollhouse) de Todd Solondz
- Antonia et ses filles (Antonia) de Marleen Gorris
- La Cérémonie de Claude Chabrol
- Desolation Angels de Tim McCann (en)
- Eggs de Bent Hamer
- Les Anges déchus (墮落天使) de Wong Kar-wai
- Brooklyn Boogie (Blue in the Face) de Paul Auster, Wayne Wang & Harvey Wang
- Leaving Las Vegas de Mike Figgis
- Prête à tout (To Die For) de Gus Van Sant
- Madagascar Skin (en) de Chris Newby (en)
- Groom Service (Four Rooms) de Quentin Tarantino, Robert Rodriguez, Alexandre Rockwell et Allison Anders
- Maudite Aphrodite (Mighty Aphrodite) de Woody Allen
- Persuasion de Roger Michell
- Dernières Heures à Denver (Things to Do in Denver When You're Dead) de Gary Fleder
- Crossing Guard (The Crossing Guard) de Sean Penn
- Le Ballon blanc (Badkonake sefid) de Jafar Panahi
- Le Manuel d'un jeune empoisonneur (The Young Poisoner's Handbook) de Benjamin Ross
- Love Letter de Shunji Iwai
- Frère sommeil (Schlafes Bruder) de Joseph Vilsmaier
- L'Ultime Souper (The Last Supper) de Stacy Title
- Les particularités de la chasse nationale (Особенности национальной охоты) d'Alexandre Rogojkine
- L'Amérique des autres de Goran Paskaljevic
- Le Tango de Satan (Sátántangó) de Béla Tarr
- Le Regard d'Ulysse (To Vlémma tou Odysséa) de Theo Angelopoulos
- Stonewall de Nigel Finch (en)
- Romance sur le lac (A Month by the Lake) de John Irvin
- Dos crímenes (es) de Roberto Sneider (en)
- Inagaw mo ang lahat sa akin (en) de Carlos Siguion-Reyna
- Margaret's Museum de Mort Ransen (en)
- Bye-bye de Karim Dridi
- The Journey of August King (en) de John Duigan
- Pleure, ô pays bien-aimé (Cry, the Beloved Country) de Darrell Roodt
- Les Liens du souvenir (Unstrung Heroes) de Diane Keaton
- Les Démons du passé (Voices From A Locked Room) de Malcolm Clarke
- Go Now de Michael Winterbottom
- Guillaumet, les ailes du courage (Wings of courage) de Jean-Jacques Annaud
- Ronde de flics à Pékin (Minjing Gushi) de Ning Ying
- Etz Hadomim Tafus (he) d'Eli Cohen (he)
- Guantanamera de Tomás Gutiérrez Alea et Juan Carlos Tabío
- Angel Baby (en) de Michael Rymer
- Maborosi (Maboroshi no Hikari) de Hirokazu Kore-eda
- Cyclo (Xích Lô) de Tran Anh Hung

### Canadian Perspective
- Blood and Donuts (en) de Holly Dale
- Le Confessionnal de Robert Lepage
- Curtis's Charm (en) de John L'Ecuyer
- The Eye Like a Strange Balloon Mounts Toward Infinity de Guy Maddin
- House (en) de Laurie Lynd (en)
- Live Bait (en) de Bruce Sweeney (en)
- The Michelle Apartments (en) de John Pozer (en)
- Once in a Blue Moon de Philip Spink
- Reconstruction de Laurence Green
- Rude de Clement Virgo (en)
- Use Once and Destroy de John L'Ecuyer

### Midnight Madness
- Planète hurlante (Screamers) de Christian Duguay
- Crying Freeman de Christophe Gans
- Tokyo Fist (Tokyo-Ken) de Shinya Tsukamoto
- Témoin muet (Mute Witness) d'Anthony Waller
- Gamera : Gardien de l'Univers (Gamera: Daikaijū Kuchu Kessen) de Shūsuke Kaneko
- Trailer Camp de Jenni Olson
- To Kill a Dead Man (en) d'Alexander Hemming
- Synthetic Pleasures (en) d'Iara Lee
- An Evil Town de Richard Sears
- Le Jour de la bête (El día de la bestia) d'Álex de la Iglesia
- Eko Eko Azarak: Wizard of Darkness de Shimako Satō

### Documentaires
- The Celluloid Closet de Rob Epstein et Jeffrey Friedman